# Teorema de Borde-Guth-Vilenkin
El teorema de Borde-Guth-Vilenkin, o el teorema BGV, es un teorema en cosmología física el cual deduce que cualquier universo que, en promedio, se haya expandido a lo largo de su historia no puede ser infinito en el pasado, sino que debe tener un límite de espacio-tiempo pasado. El teorema no asume ningún contenido de masa específico del universo y no requiere que la gravedad sea descrita por las ecuaciones de campo de Einstein. Lleva el nombre de sus autores Arvind Borde, Alan Guth y Alexander Vilenkin, quienes desarrollaron su formulación matemática en 2003. El teorema del BGV también es popular fuera de la física, especialmente en los debates religiosos y filosóficos.

## Derivación

### Para espacio-tiempo plano
A continuación se muestra un ejemplo de derivación del teorema BGV para un universo plano isotrópico homogéneo en expansión (en unidades de velocidad de la luz c =1).  Lo cual es consistente con el Modelo Lambda-CDM, el modelo actual de cosmología. Sin embargo, esta derivación puede generalizarse a un espacio-tiempo arbitrario sin apelar a la homogeneidad o la isotropía.
La métrica de Friedman-Lemaître-Robertson-Walker viene dada por
{\displaystyle ds=dt^{2}-a^{2}(t)dx_{i}dx^{i}},
donde t es el tiempo, x i ( i = 1,2,3) son las coordenadas espaciales y a ( t ) es el factor de escala. A lo largo de una línea de tiempo geodésica x i = constante , podemos considerar que el universo está lleno de partículas en movimiento. Para un observador con el tiempo adecuado τ siguiendo la línea de universo x μ ( τ ) , tiene un cuadrimomento {\displaystyle P^{\mu }=mdx^{\mu }/d\tau =(E,\mathbf {p} )}, dónde {\displaystyle E={\sqrt {p^{2}+m^{2}}}} es la energía, m es la masa y p =|p| la magnitud del trimomento.
De la ecuación de movimiento geodésica se deduce que {\displaystyle p(t)=p_{\rm {f}}\;a(t_{\rm {f}})/a(t)} donde p f es el momento final en el momento t f. De este modo
{\displaystyle \int _{t_{\rm {i}}}^{t_{\rm {f}}}H(\tau )d\tau =\int _{a(t_{\rm {i}})}^{a(t_{\rm {f}})}{\frac {mda}{\sqrt {m^{2}a^{2}+p^{2}a(t_{\rm {f}})}}}=F(\gamma _{\rm {f}})-F(\gamma _{\rm {i}})\leq F(\gamma _{\rm {f}})},
donde t i es un tiempo inicial,  es el parámetro de Hubble, y
{\displaystyle F(\gamma )={\frac {1}{2}}\ln \left({\frac {\gamma +1}{\gamma -1}}\right)},
siendo γ el factor de Lorentz. Para cualquier observador no móvil γ >1 y F ( γ )>0.
La tasa de expansión promediada sobre la línea mundial del observador se puede definir como
{\displaystyle H_{\rm {av}}={\frac {1}{\tau _{\rm {f}}-\tau _{\rm {i}}}}\int _{t_{\rm {i}}}^{t_{\rm {f}}}H(\tau )d\tau }.
Asumiendose {\displaystyle H_{\rm {av}}>0} sigue que
{\displaystyle \tau _{\rm {f}}-\tau _{\rm {i}}\leq {\frac {F(\gamma _{\rm {f}})}{H_{\rm {av}}}}}.
Por lo tanto, cualquier geodésica temporal dirigida al pasado y sin movimiento que satisfaga la condición {\displaystyle H_{\rm {av}}>0}, debe tener una longitud adecuada finita y, por lo tanto, debe ser pasado incompleto.

## Validez y limitaciones
Se han propuesto modelos alternativos, donde la expansión promedio del universo a lo largo de su historia no se sostiene, bajo las nociones de espacio-tiempo emergente, inflación eterna y modelos cíclicos.  
Andréi Linde, uno de los fundadores de inflación cósmica, escribió que el teorema no demuestra que la inflación eterna sea finita en el pasado: 
Todavía hay un debate en curso sobre si la inflación eterna es eterna sólo en el futuro o también en el pasado. [...] (S)i uno se concentra en cualquier geodésica particular en la dirección del tiempo pasado, se puede demostrar que tiene una longitud finita, es decir, la inflación en cualquier punto particular del universo debería tener un comienzo en algún momento τᵢ. Sin embargo, no hay razón para esperar que exista un límite superior para todos los τᵢ en todas las geodésicas. Si este límite superior no existe, entonces la inflación eterna lo es no sólo en el futuro sino también en el pasado. En otras palabras, hubo un comienzo para cada parte del universo y habrá un final para la inflación en cualquier punto particular. Pero no habrá fin para la evolución del universo en su conjunto en el escenario de inflación eterna, y en la actualidad no tenemos ninguna razón para creer que hubo un solo comienzo de la evolución de todo el universo en algún momento t = 0, que tradicionalmente se asociaba con el Big Bang.
Alan Guth también admite que la inflación eterna es factible. Escribió:
Por supuesto, no hay ninguna conclusión de que un modelo de inflación eterna deba tener un comienzo único, ni tampoco de que exista un límite superior en la longitud de todas las geodésicas que retroceden desde un punto dado. Puede haber modelos con regiones de contracción incrustadas dentro de la región en expansión que podrían evadir nuestro teorema.
Vilenkin y Audrey Mithani han argumentado que ninguno de estos modelos escapa a las implicaciones del teorema. En 2017, Vilenkin declaró que no cree que haya modelos cosmológicos viables que escapen al escenario. Leonard Susskind respondió a Vilenkin y Mithani concluyendo que:
Combinando las observaciones de Mithani-Vilenkin [...] podemos concluir que hay un comienzo, pero en cualquier tipo de cosmología inflacionaria las probabilidades favorecen fuertemente (infinitamente) que el comienzo esté tan lejos en el pasado que está efectivamente en menos infinito.
El cosmólogo teórico Sean M. Carroll argumenta que el teorema solo se aplica al espacio-tiempo clásico y puede no ser válido bajo la consideración de una teoría completa de la gravedad cuántica. Agregó que Alan Guth, uno de los coautores del teorema, no está de acuerdo con Vilenkin y cree que el universo no tuvo comienzo. Vilenkin argumenta que el modelo Carroll-Chen construido por Carroll y Jennie Chen, y respaldado por Guth, para eludir las conclusiones del teorema BGV persiste para indicar una singularidad en la historia del universo, ya que tiene una inversión de la flecha del tiempo en el pasado. George Ellis construyó un modelo clásico de un universo eterno y estático de en los que el teorema BGV pero no afirmó que su modelo fuera realista.
Este teorema no descarta la propuesta del Estado de Hartle-Hawking que establece que el tiempo puede ser finito sin ningún límite real (al igual que una esfera es finita en superficie aunque no tenga “comienzo”). En 2001, Anthony Aguirre y Steven Gratton propusieron en «Steady-State Eternal Inflation» la construcción de un "modelo viable de inflación verdaderamente eterna con regiones similares al big bang incrustadas en un contexto eternamente inflado" que evitaría un comienzo en el tiempo. También compararon las simulitudes del universo ecpirótico con el estado estacionario.

Respecto a estas propuestas Vilenkin escribió que el universo ecpirótico "el volumen del universo sigue creciendo y, por tanto, se puede aplicar el teorema BGV" y en una carta a Lawrence M. Krauss dijo lo siguiente:
[Los modelos de Aguirre y Carroll] tuvieron que asumir que [el universo] se alcanzó el mínimo de entropía en el rebote y no ofrecieron ningún mecanismo para hacer cumplir esta condición. Me parece que equivale esencialmente a un comienzo.

Por otro lado, Jaume Garriga y yo estamos explorando ahora una imagen del multiverso donde el teorema BGV puede no aplicarse. [...] Pero, por supuesto, no existe la certeza absoluta en la ciencia, especialmente en cuestiones como la creación del universo. Tenga en cuenta, por ejemplo, que el teorema BGV utiliza una imagen clásica del espacio-tiempo. En el régimen en el que la gravedad se vuelve esencialmente cuántica, es posible que ni siquiera sepamos qué preguntas debemos formular.

## En debates teológicos
William Lane Craig utilizó este teorema como evidencia a favor del argumento cosmológico Kalām. 
…tres cosmólogos destacados, Arvin Borde, Alan Guth y Alexander Vilenkin, pudieron demostrar que cualquier universo que, en promedio, se haya estado expandiendo a lo largo de su historia no puede ser infinito en el pasado, sino que debe tener un límite espacio-temporal en el pasado.
En octubre de 2015, Vilenkin respondió a los argumentos Craig y el movimiento del Nuevo ateísmo sobre la existencia de Dios. Vilenkin afirmó: "¿Qué causa que el universo surja de la nada? No se necesita ninguna causa". En el libro Muchos mundos en uno, Vilenkin escribe:
Los teólogos a menudo han acogido con satisfacción cualquier evidencia del comienzo del universo, considerándolo como evidencia de la existencia de Dios [...] Entonces, ¿qué hacemos con una prueba de que el comienzo es inevitable? ¿Es una prueba de la existencia de Dios? Esta opinión sería demasiado simplista. Cualquiera que intente comprender el origen del universo debe estar preparado para abordar sus paradojas lógicas. En este sentido, el teorema que probé con mis colegas no le da mucha ventaja al teólogo sobre el científico. Como lo demuestran los comentarios de Jinasena anteriormente en este capítulo, la religión no es inmune a las paradojas de la Creación.